# Maverick Eoe
Maverick Eoe est un haltérophile, avocat et homme politique nauruan.

## Biographie
Haltérophile amateur, il participe à des épreuves de force athlétique aux championnats régionaux d'Océanie de 2006 dans le Queensland, puis aux Jeux du Pacifique Sud en 2007 aux Samoa et aux championnats conjoints d'Asie et d'Océanie en 2014 dans le Victoria, sans toutefois remporter de médaille. Il devient par ailleurs secrétaire général de la Fédération de Nauru de Force athlétique.
Employé comme avocat (en anglais, pleader) par le Bureau de l'Avocat général au ministère de la Justice de Nauru, il démissionne de cette fonction pour entrer en politique et se présente avec succès dans la circonscription d'Anabar/Ijuw/Anibare aux élections législatives de 2019 : Il y bat les députés sortants Ludwig Scotty (ancien président de la République) et Riddell Akua. Le nouveau président de la République Lionel Aingimea le nomme alors ministre de la Justice et de l'Immigration, ainsi que ministre des Sports, dans son gouvernement composé presque entièrement de députés dont c'est le premier mandat législatif (et exécutif),,. 
Bien que le gouvernement Aingimea conserve tous ses sièges aux élections législatives de septembre 2022, le président Aingimea ne brigue pas de second mandat. Seul candidat à la présidence de la République, Russ Kun, qui était adjoint au ministre des Finances Martin Hunt dans le gouvernement sortant, est formellement élu par les députés le 28 septembre,. Il nomme un gouvernement comprenant six ministres (autres que lui-même) et sept ministres adjoints ; les trois quarts environ des députés sont ainsi membres de l'exécutif. Maverick Eoe est fait ministre adjoint à la Justice et à l'Immigration,.
Le 25 octobre 2023, toutefois, Maverick Eoe dépose au Parlement une motion de censure contre le président Kun. Adoptée par une majorité des députés, elle contraint Russ Kun à la démission. Le 30 octobre, le nouveau président David Adeang lui confie un ensemble de postes d'adjoint à plusieurs ministres : adjoint au président lui-même et chargé des affaires multiculturelles, de la Nauru Air Corporation, du commerce et du développement des entreprises, et des investissements étrangers ; adjoint à Jesse Jeremiah et chargé des sports ; adjoint à Reagan Aliklik et chargé de la Nauru Utilities Corporation (l'entreprise publique de l'eau et de l'électricité) ; et adjoint à Shadlog Bernicke et chargé de la Nauru Fibre Cable Corporation (l'entreprise du câble Internet du pays).